# 村上信行
村上 信行（むらかみ のぶゆき、1949年〈昭和24年〉9月1日 - ）は、日本の政治家、僧侶。山梨県上野原市長（2期）。元上野原市議会議員（2期）。

## 来歴
駒澤大学仏教学部卒業。上野原市上野原の龍泉寺の住職を務める。
2011年（平成23年）、上野原市議会議員に初当選。
2017年（平成29年）2月19日に行われた上野原市長選挙に立候補するも次点で落選。
2021年（令和3年）2月21日に行われた市長選に長崎幸太郎知事の支援を受けて立候補し、自由民主党衆議院議員の堀内詔子の支援を受けた現職の江口英雄、用地買収をめぐり江口に対し住民訴訟（2020年10月敗訴確定）を起こした渡辺敦雄を破り初当選した。3月20日、市長就任。
2025年（令和7年）2月16日告示の市長選挙では、村上以外の立候補者が現れず2005年に同市が誕生して以降初めての無投票となり再選を果たした。